# Katona Áron
Katona Áron (2010. augusztus 17.) többszörös magyar bajnok, junior világbajnok motokrosszversenyző, aki jelenleg a Racestore KTM factory és a HTS KTM Racing Team színeiben szerepel. 

## Pályafutása

### A kezdetek
Hároméves korában kezdett el motorozni – édesapja versenyző volt, rajta keresztül került kapcsolatba a motokrosszal. 2016-ban kezdte a versenyzést: abban az évben a 7-ből 3 versenyen is elindult a magyar bajnokság MX50-es kategóriájának mini értékelésében és összetettben az 5. helyen zárt. 2017'-ben ugyanebben a bajnokságban már megszerezte az első futamgyőzelmét is, összesítésben pedig a 3. lett. 2018-ban hibátlan szezont futott és 10-ből 10 győzelmet aratva nyerte meg a magyar MX50-es bajnokság maxi értékelését. 2019-ben megvédte a címét az 50 köbcentis kategóriában – szintén minden futamot megnyerve. 2020-ban kategóriát váltott és már MX65-ben ünnepelhetett: zsinórban harmadszor futott hibátlan szezont és veretlenül ünnepelhette az újabb magyar bajnoki címet.

### 2021
A 2021-es évben a Husqvarna Maurer Racing Team színeiben már nemzetközi versenyeken is megmutathatta magát. A Görögországban megrendezett junior világbajnokságon (65cc-ben) összesítésben nyerni tudott, így ő lett az első magyar, aki junior világbajnoki címet szerzett motokrosszban. 
Az ajkai motoros az Európa-bajnokságon is indult Rivola Sardóban, ahol a 65 köbcentisek között (EMX65) összesítésben a 13. helyen végzett.
Ezeken felül cseh junior bajnok lett még a 65 köbcentis kategóriában, valamint ismét megvédte címét a magyar MX65-ben (ott ezúttal a 8-ból csak 7 versenyt tudott megnyerni).

### 2022
A 2022-es évben a HTS KTM Racing Team-hez igazolt és HUMDA támogatott lett. Kategóriát váltott, ebben az esztendőben már a 85 köbcentisek között szerepelt – a német bajnokság és az Eb szereplés voltak a legfontosabb megmérettetései.
A Csehországban megrendezett EMX85 Eb-n összesítésben a 15. helyen végzett, a német ADAC Junior Cup 85cc-s kategóriájában pedig összetettben az 5. lett és ő lett az év újonca. Ezeken felül indult a szlovén bajnokságban Mackovciban, valamint az osztrák ifi bajnokságban is – utóbbiban 6. lett összetettben.
Magyarországon az MX85-ben kihagyott két fordulót, így kivételesen nem ő lett a magyar bajnok – viszont minden futamot megnyert, amin csak elindult. A Magyar Motorsport Szövetség pedig az Év Utánpótlás Sportolójának választotta.

### 2023
A bukaresti junior világbajnokságra (85cc) esélyesként érkezett, végül meg kellett elégednie az összesített 11. hellyel. Az Európa-bajnokság szinte katasztrofálisan alakult a számára: az első futamban műszaki hiba miatt, a másodikban pedig egy rossza rajt, valamint bukás miatt maradt pontok nélkül.
Az ADAC Junior Cup-ban 2. helyen végzett a végelszámolásnál a 85 köbcentis kategóriában, az osztrák ifi bajnokságban a 6. lett összetettben, valamint a cseh junior bajnokságban is nyert futamot. 
A magyar bajnokságban csak két fordulón indult, de minden futamát nyerte – összetettben a 14. helyen végzett (MX85).

### 2024
2023 végén két éves gyári szerződést kapott a KTM-től.  Az Európa-bajnokságon teljes szezont ment a 125-ös kategóriában (EMX125) és összetettben a 7. helyen végzett. A junior vb-n is 125-ben indult, de nem sikerült jól számára a hollandiai hétvége, egyik futamon sem tudott pontot szerezni.
Az ADAC Junior Cup-ban is 125-ben indult és teljes szezont ment – a bajnoki cím volt a célja. 2023-hoz hasonlóan azonban meg kellett elégednie egy összetett 2. hellyel.
A magyar bajnokságban csak egyetlen fordulóban indult Piliscséven – igaz, már a felnőttek között, az MX2-es kategóriában. Összetettben a 16. helyen zárt az év végén.

### 2025
A gyári KTM-el ezúttal is az Eb 125-ös géposztályában (EMX125) ment teljes szezont – pár forduló után több futamgyőzelmet is aratva vezette a bajnokságot.